# John Francis Kinney
John Francis Kinney (* 11. Juni 1937 in Oelwein, Iowa; † 27. September 2019 in St. Augusta, Minnesota) war ein US-amerikanischer Geistlicher und römisch-katholischer Bischof von Saint Cloud.

## Leben
John Francis Kinney studierte zunächst an der DeLaSalle High School in Minneapolis, bevor er in das Nazareth Hall Seminary in St. Paul eintrat. Nach seiner theologischen Ausbildung empfing am 2. Februar 1963 die Priesterweihe für das Erzbistum Saint Paul durch Erzbischof Leo Binz. An der Gregoriana in Rom doktorierte er in Kirchenrecht. Er war unter anderem Kanzler des Erzbistums Minneapolis. 
Papst Paul VI. ernannte ihn am 9. November 1976 zum Weihbischof in Saint Paul and Minneapolis und Titularbischof von Caprulae. Die Bischofsweihe spendete ihm der Erzbischof von Saint Paul und Minneapolis, John Robert Roach, am 25. Januar des nächsten Jahres; Mitkonsekratoren waren Leo Binz, Alterzbischof von Saint Paul und Minneapolis, und James Richard Ham MM, Weihbischof in Guatemala.
Papst Johannes Paul II. ernannte ihn am 28. Juni 1982 zum Bischof von Bismarck und er wurde am 23. August desselben Jahres in das Amt eingeführt. Am 9. Mai 1995 wurde er zum Bischof von Saint Cloud ernannt und am 6. Juli desselben Jahres in das Amt eingeführt.
Papst Franziskus nahm am 20. September 2013 sein aus Altersgründen eingereichtes Rücktrittsgesuch an.